# اکسپرسو
اکسپرسو (انگلیسی: Expresso) یک فیلم کوتاه کمدی بریتانیایی بود که در سال ۲۰۰۷ منتشر شد و نخستین بار در جشنواره فیلم کن ۲۰۰۷ به نمایش درآمد. از بازیگران آن می‌توان به نورمن ویزدوم، گای هنری و ریچارد نگ اشاره کرد.